# Прапор Верхньосадового
Прапор Верхньосадового затверджений 3 серпня 2004 р. рішенням  Верхньосадівської сільської ради.

## Опис прапора
Зелене прямокутне полотнище із співвідношенням сторін 2:3, з червоною діагональною смужкою з верхнього від древка кута, облямованою вузькими чорно-білими смужками. У центрі червоної смуги білий меч із золотим руків'ям, покладений на жовтий лавровий вінок. Згори жовте виноградне гроно з жовтими листками, а знизу — жовте яблуко із жовтим листком. Ширина червоної смуги становить 3/8 ширини прапора.